# Unión Libre (Alemania)
La Unión Libre (en alemán: Freie Union) fue un partido político alemán, fundado el 21 de junio de 2009 por la expolítica de la CSU y los Freie Wähler, Gabriele Pauli. En el congreso fundacional el 21 de junio de 2009 en Munich, Pauli fue elegida con 144 de 155 votos como presidenta nacional. El mismo día, una asociación estatal fue fundada en Baviera y se conformó la lista para las elecciones federales de 2009. En las semanas siguientes, asociaciones estatales se establecieron también en todos los otros estados.
Desde 2019 el partido no ha desarrollado actividades, por lo que se le presume disuelto.

## Programa
En su programa, el partido decía estar de acuerdo con un movimiento popular,  cuestionando las estructuras del país.  Entre otras cosas, el partido llamaba a elecciones directas del Canciller y los ministros-presidentes, y un referéndum nacional sobre la constitución. Otras peticiones incluían una simplificación del sistema tributario y una estandarización del sistema educativo.

## Participación en elecciones
Para las elecciones federales de 2009 formó listas en varios estados federados, pero alcanzó sólo en Baviera el número requerido de firmas de adherentes para inscribirla. En una reunión de la Comisión Federal Electoral el 17 de julio de 2009 en Berlín, a la Freie Union le fue otorgada la calidad de partido. Debido a un tecnicismo-la presidenta del partido, Pauli, no había firmado la transcripción de la Comisión General correspondiente- la lista de Baviera no fue admitida. Una queja contra la no admisión en el Tribunal Constitucional de Alemania fue rechazada. El partido pudo, en consecuencia, sólo presentar cinco candidatos directos de Baviera y uno en Brandenburgo para las elecciones. Los candidatos juntos alcanzaron 6.121 votos directos.
En las elecciones estatales de Brandeburgo de 2009, el 27 de septiembre de 2009, el partido también postuló sólo con candidatos directos y alcanzó 150 votos (0,01%). Por primera vez en su historia, el partido tuvo éxito, para las elecciones estatales de Renania del Norte-Westfalia de 2010, en recoger las firmas suficientes para competir con una lista. Alcanzó el 0,02% de los votos. En las elecciones estatales de Berlín de 2011 el partido postuló sólo con unos candidatos directos en el distrito de Marzahn-Heller (circunscripción 5) y obtuvo 71 votos (0,0%).
En las elecciones estatales de Sarre de 2012 la Unión Libre no recolectó el número requerido de firmas para participar de la elección.

## Conflictos internos
En 2009, algunos miembros del partido escribieron una carta al entonces ministro del Interior Thomas de Maizière, pidiendo la prohibición del mismo por considerarlo inconstitucional. En 2010, Pauli renunció al partido.